# Książę Queensberry

## Informacje ogólne
- Dodatkowymi tytułami księcia Queensberry są:
  - książę Dover (1708–1778)
  - markiz Dumfriesshire (od 1684)
  - markiz Beverley (1708–1778)
  - hrabia Drumlanrig and Sanquhar (od 1684)
  - wicehrabia Nith, Tortholwald and Ross (od 1684)
  - baron Ripon (1708–1778)
  - lord Douglas of Kilmount, Middlebie and Dornock (od 1684)
- Rodową siedzibą książąt Queensberry jest Drumlanrig Castle w Dumfried and Golloway

Książęta Queensberry 1. kreacji (parostwo Szkocji)
- 1684–1695: William Douglas, 1. książę Queensberry
- 1695–1711: James Douglas, 2. książę Queensberry i 1. książę Dover
- 1711–1778: Charles Douglas, 3. książę Queensberry i 2. książę Dover
- 1778–1810: William Douglas, 4. książę Queensberry
- 1810–1812: Henry Scott, 3. książę Bucclecuh i 5. książę Queensberry

Następni książęta Queensberry - patrz: Książę Buccleuch